# Smoke and Mirrors (Lynch Mob)
Smoke and Mirrors è il quinto album in studio del gruppo musicale statunitense Lynch Mob, pubblicato nel settembre del 2009 dalla Frontiers Records.
L'album segna il ritorno nel gruppo del cantante originario Oni Logan dopo il primo album Wicked Sensation (1990).

## Tracce
Testi e musiche di Oni Logan e George Lynch, eccetto dove indicato.
1. 21st Century Man – 4:57 (Logan, Lynch, Marco Mendoza)
2. Smoke and Mirrors – 5:02
3. Lucky Man – 4:31
4. My Kind of Healer – 3:35
5. Time Keepers – 6:56
6. Revolution Hero – 4:02
7. Let The Music Be Your Master – 6:20
8. The Phacist – 4:11
9. Where Do You Sleep At Night – 3:52
10. Madly Backwards – 4:14
11. We Will Remain – 4:38
12. Before I Close My Eyes – 4:44
13. Mansions in the Sky – 4:18 – traccia bonus

## Formazione
- Oni Logan – voce
- George Lynch – chitarra
- Marco Mendoza – basso, cori
- Scot Coogan – batteria, cori